# روجيه ميشيلوت
روجيه ميشيلوت (بالفرنسية: Roger Michelot)‏ (8 يونيو 1912 – 19 مارس 1993) هو ملاكم فرنسي راحل، مثّل بلاده في الألعاب الأولمبية الصيفية في دورتي 1932 و1936.

## روابط خارجية
روجيه ميشيلوت على موقع بوكس ريك (الإنجليزية) (registration required)
- روجيه ميشيلوت على موقع اللجنة الأولمبية الدولية (الإنجليزية)
- روجيه ميشيلوت على موقع أوليمبيديا (الإنجليزية)